# Podzbiór

Diagram Venna: A jest podzbiorem B, a B jest nadzbiorem A.

Podzbiór – pewna „część” danego zbioru, czyli dla danego zbioru, nazywanego nadzbiorem, zbiór składający się z pewnej liczby jego elementów, np. żadnego, jednego, wszystkich. Pierwszy przypadek nazywa się podzbiorem pustym, drugi – podzbiorem jednoelementowym lub singletonem, trzeci – podzbiorem niewłaściwym.

## Definicja
Niech {\displaystyle A,B} będą zbiorami. Jeżeli każdy element {\displaystyle x\in A} jest jednocześnie elementem {\displaystyle B,} to zbiór {\displaystyle A} nazywa się podzbiorem zbioru {\displaystyle B}. W zapisie logicznym:
{\displaystyle A\subseteq B\,\iff \forall _{x\in A}\ x\in B,}
Jeżeli {\displaystyle A} jest podzbiorem {\displaystyle B,} to sam zbiór {\displaystyle B} nazywa się nadzbiorem zbioru {\displaystyle A} i oznacza {\displaystyle B\supseteq A.}
Jeżeli każdy element zbioru {\displaystyle A} należy do {\displaystyle B} i jednocześnie każdy element zbioru {\displaystyle B} należy do {\displaystyle A,} czyli {\displaystyle A\subseteq B} oraz  {\displaystyle B\subseteq A} to {\displaystyle A=B} i dla zaznaczenia tego faktu taki podzbiór {\displaystyle A} zbioru {\displaystyle B} nazywa się niewłaściwym. Zatem cały zbiór {\displaystyle B} jest swoim podzbiorem niewłaściwym, a więc {\displaystyle B\subseteq B.} W przeciwnym wypadku, czyli gdy {\displaystyle A\subseteq B} oraz {\displaystyle A\neq B,} zbiór {\displaystyle A} nazywa się podzbiorem właściwym zbioru {\displaystyle B} i oznacza {\displaystyle A\subsetneq B.} Podobnie ma się rzecz z nadzbiorami.

### Zapis
Do oznaczenia podzbioru bądź nadzbioru niekiedy wykorzystuje się jedynie symbole {\displaystyle \subset } oraz {\displaystyle \supset ,} a bycie podzbiorem (nadzbiorem) właściwym jest wtedy zaznaczane obok. Występuje to m.in. w starszych pozycjach, np. w podręcznikach Kuratowskiego i Rasiowej. Z czasem jednak zaczęto korzystać ze znaków {\displaystyle \subseteq } i {\displaystyle \supseteq } na oznaczenie podzbiorów i nadzbiorów, również niewłaściwych (z połączenia poprzednich znaków ze znakiem równości), pozostawiając poprzednie symbole dla przypadków właściwych.
Część autorów przyjęła nową konwencję, inni pozostali przy dotychczasowej. W wyniku tego znaczenie symboli {\displaystyle \subset } i {\displaystyle \supset } stało się nieprecyzyjne. Z czasem wprowadzono symbole {\displaystyle \subsetneq } i {\displaystyle \supsetneq } na oznaczenie podzbiorów i nadzbiorów właściwych (połączenie ze znakiem nierówności), które jednoznacznie określają podzbiory i nadzbiory właściwe. W celu uniknięcia wątpliwości w artykule tym konsekwentnie stosowane są symbole zawierające znaki równości i nierówności.

## Zawieranie
Dla dowolnego zbioru {\displaystyle K} prawdziwe jest zdanie:
- zbiór pusty jest podzbiorem dowolnego zbioru[8][9] (element najmniejszy),
{\displaystyle \varnothing \subseteq K.}

Zbiór pusty jest podzbiorem właściwym każdego zbioru oprócz siebie.
Poza tym dla dowolnych zbiorów {\displaystyle K,L,M} zachodzą następujące fakty:
- dowolny zbiór jest swoim własnym podzbiorem (zwrotność),
{\displaystyle K\subseteq K}[8][4],
- zbiory będące swoimi podzbiorami i nadzbiorami są równe[8][2] (antysymetria),
{\displaystyle K\subseteq L\wedge L\subseteq K\Rightarrow K=L;}
- podzbiór podzbioru danego zbioru jest podzbiorem tego zbioru (przechodniość),
{\displaystyle K\subseteq L\wedge L\subseteq M\Rightarrow K\subseteq M}[8][10].

Relacja {\displaystyle \subseteq } jest więc relacją częściowego porządku (słabego) określoną w zbiorze wszystkich podzbiorów danego zbioru, tzw. zbiorze potęgowym. Nazywa się ją zawieraniem bądź inkluzją. Dlatego też dla danych zbiorów {\displaystyle A,B} pozostających z sobą w relacji {\displaystyle A\subseteq B} mówi się obok „{\displaystyle A} jest podzbiorem {\displaystyle B}”, że {\displaystyle A} zawiera się bądź jest zawarty w {\displaystyle B.} Analogiczne wyrażenie {\displaystyle B\supseteq A} obok „{\displaystyle B} jest nadzbiorem {\displaystyle A}” czyta się {\displaystyle B} zawiera {\displaystyle A.}
Relacja {\displaystyle \supseteq } ma analogiczne własności (ma element największy zamiast najmniejszego, jest nim również zbiór pusty), a sama nie doczekała się własnej nazwy i również nosi nieściśle nazwę inkluzji bądź zawierania. Sposób czytania tych relacji również jest wymienny i zależy od czytelnika, choć zwykle stosuje się wyżej opisany.

### Zawieranie właściwe
Podobnie rzecz ma się z relacjami {\displaystyle \subsetneq } oraz {\displaystyle \supsetneq ,} które niekiedy czyta się „zawiera się całkowicie (w całości) w” i „jest zawarty całkowicie w”. Relacje te są również relacjami częściowego porządku, lecz ostrymi, mają więc nieco inne własności; dla dowolnych zbiorów {\displaystyle K,L,M{:}}
- żaden zbiór nie jest swoim ścisłym nadzbiorem (przeciwzwrotność),
{\displaystyle \lnot (K\subsetneq K),}
- podzbiór właściwy podzbioru właściwego danego zbioru jest podzbiorem właściwym tego zbioru (przechodniość),
{\displaystyle K\subsetneq L\wedge L\subsetneq M\Rightarrow K\subsetneq M.}

Z tych dwóch własności wynika też trzecia:
- podzbiór właściwy zbioru nie może być jego nadzbiorem właściwym (przeciwsymetria),
{\displaystyle K\subsetneq L\Rightarrow \lnot (L\subsetneq K).}

Warto zauważyć, że z własności drugiej i trzeciej wynika pierwsza.

## Przykłady
- zbiór {\displaystyle \{1,3,4\}} jest podzbiorem (właściwym) zbioru {\displaystyle \{1,2,3,4\},}
- zbiór {\displaystyle \{1,2,3,4\}} zawiera się w {\displaystyle \{1,2,3,4\},}
- zbiór {\displaystyle \{1,2,4,5\}} nie jest podzbiorem zbioru {\displaystyle \{1,2,3,4\},}
- zbiór liczb naturalnych jest podzbiorem (właściwym) zbioru liczb całkowitych, ale zbiór liczb całkowitych nie jest podzbiorem zbioru liczb naturalnych,
- zbiór liczb rzeczywistych jest nadzbiorem (właściwym) zbioru liczb wymiernych,
- zbiór kwadratów jest całkowicie zawarty w zbiorze rombów, zawiera się również w zbiorze prostokątów, jednakże zbiór rombów nie jest podzbiorem zbioru prostokątów.